# Come Close
Come Close''' é o primeiro álbum ao vivo da banda Saosin, lançado em 11 de março de 2008 pela Capitol Records.

## Faixas

### CD
1. "It's Far Better To Learn" (Ao vivo) 	3:54
2. "It's So Simple" (Ao vivo) 	2:57
3. "Voices" (Ao vivo) 	4:38
4. "You're Not Alone" (Ao vivo) 	4:02
5. "I Never Wanted To" (Ao vivo) 	3:30
6. "3rd Measurement In C" (Versão em piano ao vivo) 	4:13
7. "Mookie's Last Christmas" (Acústico ao vivo) 	3:10
8. "You're Not Alone" (Versão em piano) 	4:15

### DVD
1. "It's Far Better To Learn" (ao vivo) 	3:30
2. "Sleepers" (ao vivo) 	3:02
3. "It's So Simple" (ao vivo) 	2:53
4. "Voices" (ao vivo) 	5:21
5. "Lost Symphonies" (ao vivo) 	2:49
6. "Follow And Feel" (ao vivo) 	3:32
7. "Come Close" (ao vivo) 	3:55
8. "3rd Measurement In C" (ao vivo) 	3:51
9. "I Never Wanted To" (ao vivo) 	4:07
10. "I Can Tell..." (ao vivo) 	4:10
11. "Bury Your Head" (ao vivo) 	4:06
12. "Translating The Name" (ao vivo) 	3:35
13. "You're Not Alone" (ao vivo) 	4:36
14. "Some Sense Of Security" (ao vivo) 	7:40
15. "Seven Years" (ao vivo) 	5:14
16. "Video Intro - Voices" (Video) 	2:58
17. "Voices" (Music Video) 	3:49
18. "Voices" (ao vivo) 	3:36
19. "Video Intro - You're Not Alone" (Video) 	4:42
20. "You're Not Alone" (Music Video) 	3:59
21. "You're Not Alone" (ao vivo) 	3:56